# Liste der Baudenkmale in Groothusen
Die Liste der Baudenkmale in Groothusen enthält die nach dem Niedersächsischen Denkmalschutzgesetz geschützten Baudenkmale in dem ostfriesischen Ort Groothusen, der zu der Gemeinde Krummhörn gehört. Die Auflistung ist ein Teilauszug der offiziellen Denkmalliste Krummhörns. Die Quelle der Baudenkmale ist der Denkmalatlas Niedersachsen. Der Stand der Liste ist der 8. Februar 2024.

## Allgemein
In den Spalten befinden sich folgende Informationen:
- Lage: die Adresse des Baudenkmales und die geographischen Koordinaten. Kartenansicht, um Koordinaten zu setzen. In der Kartenansicht sind Baudenkmale ohne Koordinaten mit einem roten Marker dargestellt und können in der Karte gesetzt werden. Baudenkmale ohne Bild sind mit einem blauen Marker gekennzeichnet, Baudenkmale mit Bild mit einem grünen Marker.
- Bezeichnung: Bezeichnung des Baudenkmales
- Beschreibung: die Beschreibung des Baudenkmales. Unter § 3 Abs. 2 NDSchG werden Einzeldenkmale und unter § 3 Abs. 3 NDSchG Gruppen baulicher Anlagen und deren Bestandteile ausgewiesen.
- ID: die Objekt-ID des Baudenkmales
- Bild: ein Bild des Baudenkmales, ggf. zusätzlich mit einem Link zu weiteren Fotos des Baudenkmals im Medienarchiv Wikimedia Commons. Wenn man auf das Kamerasymbol klickt, können Fotos zu Baudenkmalen aus dieser Liste hochgeladen werden:

| Lage                                              | Bezeichnung                     | Beschreibung | ID       | Bild           |
| ------------------------------------------------- | ------------------------------- | --- | -------- | -------------- |
| An der Osterburg 1 53° 26′ 7″ N, 7° 4′ 9″ O       | Osterburg (Herrenhaus)          | Traufständig unter hohem Satteldach mit drei Dacherkern von Voluten flankiert. Segmentbogige zweiflügelige Fenster erneuert. Renoviert.                                                     | 34663199 | Weitere Bilder |
| An der Osterburg 1 53° 26′ 8″ N, 7° 4′ 8″ O       | Osterburg (Scheune)             | Rohziegelbau mit Einfahrt unter Satteldach | 34663151 | BW             |
| An der Osterburg 1 53° 26′ 8″ N, 7° 4′ 9″ O       | Osterburg (Stall)               | Erweitert im Ziegelmauerwerk mit abgetrepptem Giebel. Älterer Teil von 1480 zum Herrenhaus, vorderer Teil um 1900.                                                                          | 34663175 |                |
| An der Osterburg 1 53° 26′ 8″ N, 7° 4′ 8″ O       | Osterburg (Steinbrücke)         | Backsteinbrüstungen mit Sandsteinabdeckung | 34663126 |                |
| An der Osterburg 1 53° 26′ 7″ N, 7° 4′ 6″ O       | Osterburg (Graft)               | | 34663885 | BW             |
| An der Osterburg 1 53° 26′ 10″ N, 7° 4′ 10″ O     | Osterburg (Allee)               | | 34663253 |                |
| An der Osterburg 1 53° 26′ 11″ N, 7° 4′ 10″ O     | Osterburg (Standbild)           | Pan in Sandstein als Vollfigur auf Postament mit Gesamthöhe von etwa 4 m. | 34663226 |                |
| An der Osterburg 1 53° 26′ 7″ N, 7° 4′ 15″ O      | Osterburg (Garten)              | Landschaftlich gestaltete Gartenanlage mit Baumbestand und Skulpturen. | 34663281 |                |
| Bronslohne 3 53° 26′ 4″ N, 7° 4′ 1″ O             | Wohnhaus                        | Winkelförmiger Backsteinbau auf dicht bewachsenem Gartengrundstück gelegen. Im Nordflügel Schiebefenster und Rahmen erhalten, Umbauten um 1900.                                             | 34663309 | BW             |
| Bronslohne 3 53° 26′ 4″ N, 7° 4′ 1″ O             | Gartengrundstück                | | 34663911 | BW             |
| Dorfstraße 7 53° 26′ 8″ N, 7° 4′ 0″ O             | Gulfhaus                        | Anspruchsvolles Gulfhaus in zentraler Ortslage. Beide Giebel mit Inschriftensteinen des 16.–19. Jh. Verändert 1896.                                                                         | 34663334 |                |
| Dorfstraße 7 53° 26′ 7″ N, 7° 3′ 59″ O            | Gulfhaus (Vorgarten)            | | 34663804 | BW             |
| Dorfstraße 8 53° 26′ 6″ N, 7° 4′ 0″ O             | Doppelhaus                      | | 34663679 | BW             |
| Dorfstraße 10 53° 26′ 8″ N, 7° 3′ 56″ O           | Wohnhaus                        | Traufständiger Backsteinbau mit sechs Achsen. Originale Haustür. 1847. | 34663362 | BW             |
| Helmerslohne 3 53° 26′ 7″ N, 7° 3′ 53″ O          | Gulfhaus „Swanenhus“            | Gulfhaus; inneres Bau- und Raumgefüge original erhalten, inklusive Butzen und Kaminanlage. Mitte des 19. Jh.                                                                                | 34663628 | BW             |
| Husumer Hörn 53° 26′ 12″ N, 7° 3′ 51″ O           | Kirche                          | Frühgotischer einschiffiger Saalbau in Ost/West-Richtung. Tuff- und Backsteinmauerwerk. Um 1400.                                                                                            | 34663385 | Weitere Bilder |
| Husumer Hörn 53° 26′ 12″ N, 7° 3′ 51″ O           | Glockenturm                     | Wuchtiger Ostturm auf quadratischem Grundriss mit aufgesetztem hohen Dachreiter. Um 1640.                                                                                                   | 34663385 |                |
| Husumer Hörn 53° 26′ 11″ N, 7° 3′ 51″ O           | Friedhof (Einfriedung)          | | 34663434 | BW             |
| Husumer Hörn 15 53° 26′ 10″ N, 7° 3′ 47″ O        | Gulfhaus                        | Zweigeschossiger Wohnteil, seltenes Beispiel eines einzonigen Wohnhauses mit Längsaufschluss, Sandstein aus Vorgängerbau von 1729.                                                          | 34663655 | BW             |
| Husumer Hörn 13 53° 26′ 11″ N, 7° 3′ 49″ O        | Landarbeiterhaus                | Sehr kleines Landarbeiterhaus mit kleinem Wirtschaftsteil in gulfhausähnlicher Bauweise. Backsteinbau, renoviert. 1. Hälfte 19. Jh.                                                         | 34663458 | BW             |
| Husumer Hörn 15 53° 26′ 10″ N, 7° 3′ 47″ O        | Gulfhaus                        | Zweigeschossiger Wohnteil, seltenes Beispiel eines einzonigen Wohnhauses mit Längsaufschluss, Sandstein aus Vorgängerbau von 1729.                                                          | 34663655 | BW             |
| Meinhardistraße 7 53° 26′ 2″ N, 7° 4′ 6″ O        | ehem.Landarbeiterhaus           | Eingeschossiger Ziegelbau unter Satteldach, Wirtschaftsteil Vollwalm, Wohngiebel mit Giebelkamin. Um 1910 verputzt mit Putzquaderung. Blockrahmen-Schiebefenster und Klappläden nachgebaut. | 34663729 | BW             |
| Schmiedestraße 4 53° 26′ 9″ N, 7° 3′ 58″ O        | Alte Schmiede                   | Backsteinbau unter Satteldach, Wirtschaftsgiebel abgewalmt; Wohnteil verputzt, Giebel mit Ziegelziersetzung. Heute Wohnnutzung, Werkstatt Innenausstattung erhalten.                        | 34663530 | BW             |
| Swartweg 2 53° 26′ 6″ N, 7° 4′ 0″ O               | Doppelhaus                      | | 34663481 | BW             |
| Swartweg 4 53° 26′ 6″ N, 7° 4′ 0″ O               | Mittelste Burg (Herrenhaus)     | Verputzter zweigeschossiger traufständiger Massivbau. Straßenseitige Fassade sechsachsig. Reich ornamentierte Traufgesimse, Fensterbrüstungen und Fensterverdachungen.                      | 34663505 |                |
| Swartweg 4 53° 26′ 4″ N, 7° 3′ 58″ O              | Mittelste Burg (Graft)          | | 34663861 | BW             |
| Tide-Ubben-Straße 7 53° 26′ 11″ N, 7° 3′ 57″ O    | Wohnhaus                        | | 34663530 | BW             |
| Tide-Ubben-Straße 9 53° 26′ 11″ N, 7° 3′ 57″ O    | Wohnhaus                        | | 34663552 |                |
| Van-Wingene-Straße 53° 26′ 8″ N, 7° 3′ 43″ O      | Gulfhof Westerburg              | Gulfhof eingeschossig, Rohziegelbau unter Satteldach, Innengerüst 18. Jh., Wohnteil in zwei Bauphasen errichtet (18. Jh. und um 1901), Stallanbau um 1900.                                  | 34663574 | BW             |
| Van-Wingene-Straße 53° 26′ 8″ N, 7° 3′ 39″ O      | Gulfhof Westerburg (Graft)      | | 34663832 | BW             |
| Wiard-Meckena-Straße 1 53° 26′ 5″ N, 7° 4′ 6″ O   | 2. Schatthaus zur Osterburg     | Gulfhof eingeschossig, Rohziegelbau unter Satteldach, Innengerüst 18. Jh., Wohnteil in zwei Bauphasen errichtet (18. Jh. und um 1901), Stallanbau um 1900.                                  | 34663777 | BW             |
| Wiard-Meckena-Straße 3 53° 26′ 9″ N, 7° 4′ 5″ O   | 1. Schatthaus zur Osterburg     | Ehemaliger Wirtschaftshof der Osterburg. Wohnteil des Gulfhauses 1679 überbaut; Gulfscheune 1909 erneuert. Originale Gusseisenfenster erhalten.                                             | 34663703 | BW             |
| Wiard-Meckena-Straße 4 53° 26′ 41″ N, 7° 3′ 50″ O | Gulfhaus (Groothuser Buschhaus) | Ehemaliges Steinhaus. Eingeschossiger Backsteinbau mit hohem Kellergeschoss (Außeneingang) und prächtigen Giebelankern. Fenstergliederung wohl 1852. Scheunenanbau im Westen erneuert.      | 34663602 | BW             |